# باول إس. رايت
باول إس. رايت (بالإنجليزية: Paul S. Wright)‏ هو طبيب أسنان بريطاني، ولد في 1 مايو 1946.